# Mademoiselle Beaumesnil
Pour les articles homonymes, voir Villard et Beaumesnil.
Henriette Villard ou Henriette-Adélaïde de Villars, connue sous le nom de scène de Mlle Beaumesnil, née le 30 août 1748 à Paris et morte le 14 août 1802 à Évry, est une chanteuse d'opéra et compositrice française.

## Biographie
Henriette Villard nait à Paris en 1748,, fille d'un chambellan au service d'un officier du Roi. Elle commence à jouer dans des petits rôles de comédie dès l'âge de sept ans, repérée par l'acteur Préville, mais elle n'arrive pas à entrer à la Comédie Française et fait ses débuts en tant que soliste à l'Opéra de Paris le 27 novembre 1766,, remplaçant la primadonna Sophie Arnould dans le rôle-titre de Sylvie de Berton et Trial,. Elle chante ensuite, durant ses quinze années à l'opéra, lors de nombreuses premières espérant patiemment remplacer enfin Arnould lorsqu'elle prendrait sa retraite.
Cependant, lorsque cette dernière quitte l'Opéra en 1778, Rosalie Levasseur est préférée et Beaumesnil proteste publiquement dans une lettre au Journal de Paris du 27 décembre dans laquelle elle affirme être victime d'une injustice. Cela donne lieu à une querelle amère mais elle ne met à exécution sa menace de démissionner qu'en 1781 lorsqu'elle quitte finalement la scène,,, à cause de problèmes de santé.
Vers la même période, elle épousa le ténor Philippe (Philippe Cauvy, 1754-vers 1820), membre renommé de l'Opéra-Comique (ou, pour être précis, de la Comédie Italienne),,.
Mlle Beaumesnil écrivait de temps en temps de la musique et est la troisième femme à avoir une de ses compositions jouée à l'Opéra de Paris,. Anacréon, son premier opéra, n'est pas accepté et est joué lors d'une représentation privée à la résidence Brunoy du comte de Provence en 1781. En 1784, cependant, elle remet en musique le livret de la troisième entrée des festes grecques et romaines de Colin de Blamont, sous le titre de Tibulle et Délie ; l'opéra est joué et rencontre le succès à l'Opéra de Paris pour accompagner Iphigénie en Aulide de Gluck le 15 mars 1784,. En 1792, son opéra-comique en deux actes, Plaire, c'est commander est monté au Théâtre Montansier ; il y aura vingt-et-une représentations et ce sera le cinquième opéra le plus joué cette année-là dans ce théâtre.
Elle meurt le 26 thermidor an X (14 août 1802) à Evry-sur-Seine (Essonne).

## Anecdotes et caractère
Durant sa jeunesse, en novembre 1766, alors qu'elle tient le premier rôle d'un opéra-ballet en remplacement de Sophie Arnould, Armand Tuffin de La Rouërie la remarque et tombe amoureux d'elle. À la suite d'une autre représentation, il force la loge de Mlle Beaumesnil et lui déclare qu'il l'aime. La jeune femme reste sur sa réserve car elle est entretenue par un galant qui lui fournit une rente. Cet homme, M. de La Belinaye, est en fait le propre oncle d'Armand de La Rouërie. La jeune Beaumesnil se garde bien d'en souffler mot à Armand, elle l'éconduit poliment, lui déclarant seulement qu'elle n’est pas libre. La Rouërie repart déçu mais n'abandonne pas. Il monnaye l'aide de deux ouvriers et avec l'aide d'une échelle parvient à pénétrer chez Mlle Beaumesnil, dont il a pu se procurer l'adresse. Celle-ci, alors seule au logis, repousse de nouveau les avances du marquis qui va jusqu'à lui demander sa main. Toutefois lorsque La Belinaye arrive, peu après le départ de La Rouërie, il découvre l'échelle restée posée sous la fenêtre, et, furieux, rompt sa liaison avec Mlle Beaumesnil. Par la suite, le bruit court à l'époque que La Rouërie est allé se retirer à la Trappe, qu’il s’y est fait moine et qu'un jour, son oncle s'étant perdu lors d'une chasse, croise par hasard son neveu et le reconnait. La Rouërie, ignorant toujours les rapports entre son oncle et Mlle Beaumesnil, lui raconte son aventure, ce qui par la suite entraîne la réconciliation des trois personnages. Ces rumeurs étaient certainement fantaisistes mais depuis, toute la noblesse de Paris connait La Rouërie sous le surnom d'« évadé de la Trappe ». Cependant, réconcilié avec son oncle, La Rouërie finit par devenir l'amant de Mlle Beaumesnil avec qui il a un fils qui est probablement envoyé au château de La Rouërie et confié au soin de sa grand-mère.
Concernant le fort tempérament de Mlle Beaumesnil, Émile Campardon raconte l'histoire (peut-être une légende) de son duel au pistolet avec la danseuse Mlle Théodore (née Marie-Madelaine Crepé, 1760-1796). Les deux femmes ont fermement refusé les efforts de médiation du chef d'orchestre de l'Opéra de Paris, Jean-Baptiste Rey, qui s'était présenté sur les lieux du duel. Elles ont finalement récupéré les pistolets qu'il avait pris en charge et déposés sur l'herbe, et ont commencé le combat. Les pistolets étaient cependant devenus humides de rosée et ont fait long feu, après quoi les deux femmes ont décidé d'enterrer leurs différends en se jetant dans les bras l'une de l'autre.
En 1785, le graveur Vidal fit paraître, d'après Pujos, une gravure de Mlle Beaumesnil ; au bas du portrait étaient écrits ces vers :
Est-ce une Muse, est-ce une Grâce ?

Qui tient ici la lyre d'Apollon ?

C'est toutes deux : Tibulle en instruit le Parnasse

Et Beaumesnil leur a prêté son nom.

## Œuvres
- Anacréon, opéra en un acte, 1781
- Tibulle et Délie ou Les Saturnales, acte de ballet, 1784 (livret de Louis Fuzelier)[15], seule œuvre de Beaumesnil ayant survécu jusqu'au début du XXIe siècle[3]
- Les Israélites poursuivis par Pharaon, oratorio, 1784, créé au Concert Spirituel[3]
- Les Saturnales, 1786, créé au Grand Opéra[16]
- Les Législatrices, 1786, créé au Théâtre de Montagne[16]
- Plaire, c'est commander, opéra-comique en deux actes, 1792 (livret du Marquis de la Salle)[4]